# Copa Mundial Femenina de Béisbol 2014
La Copa Mundial de Béisbol Femenina 2014 fue la sexta edición de la Copa Mundial Femenina WBSC, el torneo bienal del campeonato mundial de béisbol femenino. La competición se disputó en Miyazaki, Japón del 1 de septiembre al 7 de septiembre de 2014.

## Equipos clasificados
Participaron ocho selecciones de cuatro continentes; entre paréntesis () se muestra la posición en la Clasificación mundial de la WBSC al momento del torneo.
| Confederación                             | Equipos Calificados(s)                                       |
| ----------------------------------------- | ------------------------------------------------------------ |
| Federación de Béisbol de Asia (3)         | Japón (1°)(anfitrión) Hong Kong (9°) República de China (6°) |
| Confederación de Béisbol de Oceanía (1)   | Australia (3°)                                               |
| Confederación Europea de Béisbol (1)      | Países Bajos (7°)                                            |
| Confederación Panamericana de Béisbol (3) | Estados Unidos (2°) · Canadá (4°) · Venezuela (5°)           |

## Ronda de Apertura
Los ocho equipos fueron divididos en dos grupos de cuatro selecciones cada uno con un total de tres jornadas enfrentándose entre sí.

### Grupo A
| Equipos   | PJ | PG | PP | Ave   | Dif |
| --------- | -- | -- | -- | ----- | --- |
| Japón     | 3  | 3  | 0  | 1.000 | -   |
| Australia | 3  | 2  | 1  | .666  | 1.0 |
| Venezuela | 3  | 1  | 2  | .333  | 2.0 |
| Hong Kong | 3  | 0  | 3  | .000  | 3.0 |

|  | Avanzaron a la Ronda Final      |
|  | Jugaron la Ronda de Consolación |

### Grupo B
| Equipos        | PJ | PG | PP | Ave   | Dif |
| -------------- | -- | -- | -- | ----- | --- |
| Estados Unidos | 3  | 3  | 0  | 1.000 | -   |
| Canadá         | 3  | 2  | 1  | .666  | 1.0 |
| China Taipéi   | 3  | 1  | 2  | .333  | 2.0 |
| Países Bajos   | 3  | 0  | 3  | .000  | 3.0 |

|  | Avanzaron a la Ronda Final      |
|  | Jugaron la Ronda de Consolación |

## Ronda de Consolación
Los cuatro equipos que no avanzaron a la siguiente ronda se enfrentaron entre sí en tres jornadas incluyendo los juegos que se disputaron entre sí en la Primera Ronda para definir la clasificación general de la competencia.
| Equipos      | PJ | PG | PP | Ave   | Dif |
| ------------ | -- | -- | -- | ----- | --- |
| China Taipéi | 3  | 3  | 0  | 1.000 | -   |
| Venezuela    | 3  | 2  | 1  | .667  | 1.0 |
| Hong Kong    | 3  | 1  | 2  | .333  | 2.0 |
| Países Bajos | 3  | 0  | 3  | .000  | 3.0 |

|  | Jugaron por el 5° lugar |
|  | Jugaron por el 7° lugar |

### Séptimo lugar
Disputado por los equipos ubicados en 3° y 4° lugar en Ronda de Consolación
| 7 de septiembre, 09:00 (UTC+09:00) | Países Bajos | 0 - 4   | Hong Kong | Estadio de Béisbol Ivy, Miyazaki |                              |
|                                    |              | Reporte |           | Asistencia: 500 espectadores     | Asistencia: 500 espectadores |

### Quinto lugar
Disputado entre los equipos ubicados 1° y 2° en la Ronda de Consolación.
| 7 de septiembre, 13:00 (UTC+09:00) | Venezuela | 0 - 4   | Japón | Estadio de Béisbol Ivy, Miyazaki |                              |
|                                    |           | Reporte |       | Asistencia: 500 espectadores     | Asistencia: 500 espectadores |

## Segunda Ronda
Los cuatro equipos clasificados de la Ronda de Apertura se enfrentaron entre sí durante tres jornadas.
| Equipos        | PJ | PG | PP | Ave   | Dif |
| -------------- | -- | -- | -- | ----- | --- |
| Japón          | 3  | 3  | 0  | 1.000 | -   |
| Estados Unidos | 3  | 2  | 1  | .667  | 1.0 |
| Australia      | 3  | 1  | 2  | .333  | 2.0 |
| Canadá         | 3  | 0  | 3  | .000  | 3.0 |

|  | Jugaron la Final             |
|  | Jugaron por el Tercer puesto |

## Tercer lugar
Disputado entre los equipos ubicados 3° y 4° en la Segunda Ronda.
| 7 de septiembre, 10:00 (UTC+09:00) | Canadá | 2 - 3   | Australia | Estadio de Béisbol Sun Marine, Miyazaki |                              |
|                                    |        | Reporte |           | Asistencia: 500 espectadores            | Asistencia: 500 espectadores |

## Final
Disputado entre los equipos ubicados 1° y 2° en la Segunda Ronda.
| 7 de septiembre, 14:20 (UTC+09:00) | Estados Unidos | 0 - 3   | Japón | Estadio de Sun Marine, Miyazaki |                                 |
|                                    |                | Reporte |       | Asistencia: 14 000 espectadores | Asistencia: 14 000 espectadores |

## Clasificación Final
Clasificación Final www.wbsc.org
| Pos                            | Equipo         | V | D |
| ------------------------------ | -------------- | - | - |
| Medalla de oro                 | Japón          | 6 | 0 |
| Medalla de plata               | Estados Unidos | 4 | 2 |
| Medalla de bronce              | Australia      | 4 | 2 |
| 4°                             | Canadá         | 2 | 4 |
| Eliminados en la Primera Ronda |                |   |   |
| 5°                             | China Taipéi   | 4 | 2 |
| 6°                             | Venezuela      | 2 | 4 |
| 7°                             | Hong Kong      | 2 | 4 |
| 8°                             | Países Bajos   | 0 | 6 |